# SKET DANCE角色列表
SKET DANCE角色列表是日本漫畫《SKET DANCE》中登場角色的概覽。
- 備註：條目中有關日本配音員的資料，左面顯示的為廣播劇CD的配音、右面顯示的為電視動畫的配音。電視動畫中設定的角色出生年份，較原著漫畫的設定晚兩年。台灣及香港則紀錄Animax版本的配音員資料。

## SKET團
私立開盟學園－學園生活支援部，簡稱「SKET團」（スケット団，台版譯作學園救援團，港版譯作古靈精探團。），是以解決校園內的難題為目的而組成的學部。由頭腦派的團長Bossun、武鬥派的副團長姬子和情報通的書記Switch三人所組成。主要的工作是找委託人遺失物、解決委託人煩惱、打掃環境、戀愛諮詢和事件調查等，但因為委託人越來越少，實際上三人常在社團教室玩耍。
「SKET」分別是「Support」（支援）、「Kindness」（親切）、「Encouragement」（鼓勵）、「Troubleshoot」（解決問題）的簡稱。另一說是由「助っ人(suketto)」即「救援人」而來。每個團員都會在右腕佩戴SKET護腕，另外SKET團也有自己的團服。
藤崎佑助／Bossun
配音：吉野裕行／同左（日本）；張振熙（香港）；梁興昌→鍾少庭／江志倫〈銀魂版共演篇〉／賀宇傑〈爆漫王合作客串〉（台灣）
長相乾淨，特色是像貓一樣的杏仁淺褐色眼眸，以及會亂翹的黑色頭髮。「Bossun」其實是由「Boss」並將尾音拉長，發音就像「Gussan（山口智充）」一樣，重音在後。
個性善良，富有助人的熱情，就很多方面來說Bossun也是個相當溫柔的人。平時思考行為十分稚氣，但遇上事情時卻很值得信賴，擁有自己的正義原則。容易緊張，緊張時眼睛睜大、嘴巴嘟起。有時在被旁人的忽略下，很容易進入自卑模式。
相當聰明，戴上帽子上的護目鏡後，可增加思考的集中力和射擊的瞄準力，但會消耗體力。武器是一把彈弓，一旦進入集中模式後準度大增。雙手極巧；很會畫圖、摺紙、做模型、魔術、猜謎和模仿，特別擅長藝術類的活動，幾乎無所不能但沒其他特殊才能。常被周遭人吐槽「是個沒有JUMP風格的主角。」儘管如此，在官方舉辦的兩回人氣角色投票中還是以壓倒性票數獲得第一名。
平日穿棒球裝、五分短褲和拖鞋。他頭上戴的「波比超人」收藏帽是與姬子第一次談話時，姬子送給他的，至於護目鏡則是自己收藏的（後來壞了，現在這副是Switch送的）。後來姬子覺得他這樣的造型不錯，便叫他戴著（也就是現在這種造型）。
本身不會彈奏任何樂器。開盟搖滾祭時，在姬子和Switch都要參加樂團的情況下而決定學貝斯，在音樂教室與學校知名的小提琴手杉崎綾乃相遇，透過她的指導精進彈奏技巧，且受五十嵐清二之邀加入樂團，然而救援團三人各自參加的樂團稍後卻因諸多意外而不能登台。在得知綾乃對於德國留學的事有所猶豫後，邀請姬子和Switch組成「The Sketchbook」演唱the pillows的「Funny Bunny」一曲，鼓勵不敢追逐夢想的綾乃而得到最佳單曲獎。
和學生會，特別是副會長椿的價值觀和理念對立。兩人常常因為一些莫名其妙的理由吵架。但在GVB比賽中輸給安形後，開始產生和他的競爭意識，在安形引退時接受學生會幹部的委託，出難題給他來完成學生會的臨別贈言，安形承認他如自己所願的雪恥了。
親生父母桐島夫婦在他出生時因為分別發生車禍而身故，而後由父母的朋友藤崎茜撫養長大。家庭結構為茜、茜的親生女兒瑠海和自己組成的三人家庭。在15歲的生日前夕得知自己的身世真相，同時也得知父親想幫助人的遺志，SKET團也是因為受到父親影響而成立。得知真相後，儘管沒有血緣關係，Bossun還是將茜和瑠海當作自己的母親和妹妹。在17歲生日時，椿醫師透露出他和椿是雙胞胎兄弟的事實，兩人的名字「佑助」、「佐介」即是父母希望兩人互相扶持之意。兩人得知彼此關係後，關係逐漸好轉中。
在畢業旅行時意外吃下中先生的藥而和姬子交換身體，紗綾問姬子（外表是Bossun）「對姬子有甚麼看法」，間接知道這件事的Bossun對姬子表示「對姬子沒甚麼特別的想法」，但又在姬子睡著後心想「反正你對我從來不會有任何想法」。目前逐漸意識到對姬子的感情，如果姬子和其他男生（如加藤）來往會吃醋。
曾為了救出遭綁架的姬子而和Switch一起跑到壞人的所在地，結果兩人都被對方毆打致昏厥，奮勇的Bossun仍不放棄，在見到姬子後便逆轉情勢將壞人全部擊倒。
結局時隨著姬子也考上了櫻木大學，但他選擇不去入學就讀，而是到美國與萊恩（Bossun單車之旅時幫助他的外國旅客/義工）一同遊歷，在世界各地開拓眼界做義工。
《WITCH WATCH 魔女守護者》中已返回日本並創建了萬事屋。
其姓氏出自作者尊敬的藤子·F·不二雄的「藤」、宮崎駿的「崎」；名字則出自日本音樂家チバユウスケ的ユウスケ（唸做「Yusuke」，與「佑助（Yusuke）」同音）。
鬼塚一愛／姬子
配音：白石涼子／同左（日本）；顧詠雪（香港）；錢欣郁／郭馨雅〈銀魂版共演篇〉／雷碧文〈爆漫王合作客串〉（台灣）
SKET團的副部長。出生於大阪，因而操有一口關西腔。有著金色短髮和白皙肌膚的美少女，脖子上繫有黑色項圈(其實是臂環)，喜歡口味獨特的「舔舔棒棒糖」。SKET團的武鬥主力，愛用武器是曲棍球桿「旋風」（Cyclone），後由於「旋風」被打斷，買了一把新的球桿「薰風丸」（Flagrance）。
強勢、愛吐槽。個性單純率真，不擅長推理和思考等複雜的事情，畫畫和摺紙等藝術方面的事情也不拿手。戰鬥能力在獲得C班票選「Miss 最強」第一名，但她其實很會料理和打掃這些居家事務，展現出她也有女性纖細溫柔的一面。曾經和百香誤喝了中先生的藥，後來變成27歲的身體，她未來的模樣就是她母親的樣子。
開盟搖滾祭時，加入糟糕澤的樂團，擔任吉他手，然而救援團三人各自參加的樂團卻因諸多意外而不能登台。後來救援團三人組成「The Sketchbook」演唱the pillows的「Funny Bunny」一曲，獻給不敢追逐夢想的綾乃而得到最佳單曲獎。
國中時（14歲）很喜歡看名為「波比超人」的兒童節目。原本住在大阪，因為父親工作的關係搬到東京。在東京的女子中學時曾與亞里沙（小亞）是朋友，在目睹小亞遭到同校的不良少女南場勒索後，為了保護小亞而讓南場毆打，但是之後卻發現南場其實是小亞花錢所雇的保鑣，覺得自己被朋友背叛的姬子在小亞面前將南場等人擊倒。後來事情傳開，許多不良少年與不良少女紛紛找上門來和姬子幹架（但最後都輸給姬子），姬子也變成非常有名的不良少女，將原本直黑色的頭髮染成金髮，被眾人稱為「鬼姬」。 為了逃離熟悉的地方，高一進入較遠的開盟學園，隱藏自己是鬼姬的事實，並對自己發誓不再交任何朋友，認為「朋友只是一種會背叛的生物」。但後來被同班的高橋和藤崎敞開心胸，並與藤崎成立SKET團（當時他們尚未認識Switch）。高二的現在，偶然間與小亞再次相遇，小亞與她道歉，而姬子也原諒了她。
隨著與Bossun相處似乎也漸漸對他發展出一種微妙的好感，兩人之間的互動偶爾會出現超出一般朋友的親密感。而據Switch所言，姬子對Bossun的感覺既不像友情也不像愛情，而是由尊敬與感謝所衍生的複雜情感，而且姬子自己其實也沒搞懂自己內心深處的感情。在畢業旅行時意外吃下中先生的藥而和Bossun交換身體，在外表是Bossun的情況下被問，「你對姬子有甚麼看法？」而想知道Bossun對自己究竟是怎麼想的，但Bossun說自己「沒甚麼特別的想法」，姬子似乎相當失望。
在大阪之旅時，姬子為了幫助兒時玩伴澄玲而遭流氓綁架，Bossun和Switch為了救出姬子而被流氓痛毆昏厥，之後Bossun仍奮勇撂倒流氓。姬子脫困後看到遍體鱗傷的Bossun，愧疚之餘邊抱着Bossun邊道謝，一度想告白但被突然清醒的Switch打斷。
在漫畫277話中承認自己喜歡Bossun。夢想是成為教師，在漫畫最後幾話時用功念書並考上了櫻木大學。喜歡欺負椿，經常把椿當成玩樂的對象。
在結局中，已順利成為一名學校教師，並未敘述其與Bossun之間的感情後續，但暗示其仍思念著Bossun。
作者先想出「姬子」和「鬼姬」的稱呼，本名鬼塚一愛是從綽號逆推回來的。一愛是姬子（ヒメコ）抽取ヒメ而來，而鬼塚這個姓氏從「鬼姬」延伸創造。
兩次人氣投票中，皆獲得第三名。
笛吹和義／Switch
配音：杉田智和／同左、金田晶〈封口前原本聲音〉（日本）；郭湛深（香港）；黃天佑→梁興昌／林協忠〈銀魂版共演篇〉／賀宇傑〈爆漫王合作客串〉（台灣）
SKET團的書記。黑色短髮，戴黑框眼鏡，穿綠色背心，但其實沒有近視（最後近視度數開始增加），長相英俊。
身上經常掛著筆記型電腦，由於不用嘴巴說話，因此以電腦合成的聲音與人交談（也常使用文字圖），而其手腳都可以靈活操縱電腦。經常作為從旁觀察的角色，相對於Bossun和姬子來說，性格相當冷靜，成績也相當優異。經常面無表情。情報收集是他的專長。其實是毒舌派，零瞄準力。
典型的御宅族，如漫畫、動畫和電玩等資訊相當熟悉，經常去秋葉原。朋友的類型有各式各樣奇怪的類型。曾經在百香想當聲優教導她關於動畫的知識，常去百香的演唱會，去參加百香的演唱會時都不會用關係買票（所謂御宅族的堅持）。喜歡玩KUSO遊戲或看KUSO動畫。
因為情報收集能力優秀且會發明一些東西而會有「不愧是Switch單元」，Switch展現自己能力後，眾人會異口同聲說「不愧是Switch！」因而得名。
科學方面的各種知識相當精通，擅長各種雜學。喜歡發明一些奇奇怪怪的東西，但都是一些失敗的作品（偶而也會有能派上用場的發明）。只相信科學的法則，不相信靈異現象等無法用科學解釋的事物，因此和結城有些爭執，但其實兩人有許多相似的地方。在結城中了騙子占卜師的詭計時讓她清醒，表示沒有競爭對手會很無聊，繼續維持亦敵亦友的關係。
開盟搖滾祭時，加入小田倉所組的樂團，原本是用電腦語音合成系統發出鼓聲，但後來想學真正的鼓，而退出當初參加的樂團，然而SKET團其他二人各自參加的樂團卻因諸多意外而不能登台。後來救援團三人組成「The Sketchbook」演唱the pillows的「Funny Bunny」一曲，獻給不敢追逐夢想的同學而得到最佳單曲獎。
有一個小自己一歲的弟弟正文（已故）。高一時外表跟現在不同，頭髮較長且裸眼，會正常地和他人溝通（直接開口說話）。因為誤以為自己的青梅竹馬沙羽喜歡上有才能的正文而相當忌妒，當沙羽被不明人士跟蹤時，雖一度接受沙羽提出同行的邀請，但隨後因為吃醋和自卑心的緣故推給正文，並對沙羽的友人雪乃說「弟弟和沙羽在交往」，但事實上雪乃不滿前男友三上喜歡沙羽，由此遷怒刺殺了正文。事件過後他把頭髮剪短並戴上眼鏡，把自己弄成弟弟的模樣（即現在這個模樣）；一方面是因為自責而讓他想抹煞自己的存在，另一方面又認為Switch是重要的存在，至少讓Switch的模樣繼續存在而這麼做。由於怕禍從口出所以發誓不再開口說話，不久便繭居在家；在這段日子裡，心靈逐漸被罪惡感吞食，日陷其中的他，偶然見到謾罵充斥的地下網站，竟燃起報復心而策劃「死亡戰鬥」，意圖肅清那些傷害他人之輩，佑助為阻止他繼續憤世嫉俗，不惜強行破窗而入，邀請他加入SKET團，心動的和義雖然踏出第一步，但還是不願開口說話，仍用著弟弟所發明的電腦語音合成系統代替嘴巴，也以弟弟的綽號Switch自稱。
有一回他的電腦壞了，為了不破壞這項原則，他改用手寫字來表達，即使Bossun和姬子藉機逼他說話也仍舊不發聲，最後於漫畫286話開口說話。
曾經在情人節的時候被百香給了本命巧克力，但被SWITCH以「不再戀愛」（因過去的弟弟陰影），這個理由拒絕了百香的告白。
在漫畫結局中，以人物分鏡暗示了其與百香的關係走近了距離。
在一次C班的班上投票中，獲得「Mr. 人氣王」、「Mr. 御宅族」雙冠王，而在現實中的兩次人氣投票中皆獲得第二名。
Switch來自同名的雜誌「Switch」，笛吹這個姓氏是Switch→Uswitch→笛吹CH→笛吹逆推回來的。和義這個名字則來自齊藤和義。
鵬介
配音：矢部雅史（日本）；袁德基（香港）；梁群（台灣）
SKET團的寵物，貓頭鷹（白臉角鴞），學名：Ptilopsis leucotis。生日3月3日。喜歡：香腸，討厭：烏鴉。身長：30厘米（1英尺），體重：850克（2磅）。
最先在公園被沙綾發現，見牠翼部受傷。於是帶到SKET團，要求SKET團把牠收養。沒有一般貓頭鷹兇殘的特性，更有十分從順人類的溫馴性格。翼部傷口癒合後，Bossun一度給他機會出走，由牠決定自己的去向。最後發覺牠想留在SKET團，於是成為居住在SKET團部室的寵物，非常聰明。

## 學生會執行部
維持學園秩序以及管理學生事務的主要組織，一共有會長、副會長、會計、書記、總務五種職務。形式上與SKET團對立，但其實主要是Bossun和椿之間互相角力，不過他們的關係也在好轉中。在原著漫畫中的2009年冬季，安形和榛葉任期屆滿引退，新加入了一年級新生宇佐見和加藤。
安形惣司郎
安形紗綾的哥哥，畢業前擔任學生會會長，就讀3年A班，畢業後升讀東京大學1年級。常常發出「喀喀喀」的笑聲。
雖然身為會長，卻把大部分的事務都交給椿打理，自己則在睡午覺。被眾人揶揄為「掛名學生會長」。經常想出幫別人辦生日會等活動的點子，但最後都是別人在做事，自己則都忘得一乾二淨。
雖然平時懶散做事隨便，但其實上是個IQ160以上的天才，能贏過進入集中模式的Bossun。個性腹黑，認真起來十分恐怖。
實際上是把學生會團結起來的中心人物，受到學生會眾人的敬重。
有一個同樣就讀開盟學園的妹妹紗綾。妹控，十分疼愛妹妹，只要牽涉到妹妹的事情都會失去冷靜和理智。誤以為紗綾和椿兩情相悅（實際紗綾喜歡的人是Bossun），心裏准許他們的「感情」，但之後誤會更逐步複雜化，也因此無法專心考上東大，後得知紗綾喜歡Bossun而不是椿的事實，又恢復以前的實力順利考上東大。
在3年級的尾聲，任期屆滿後將會長職務交給椿，從學生會引退。
椿佐介
高中2年級時擔任學生會副會長，至翌年升任學生會會長。左撇子，特徵是比較長的下睫毛。
責任感比一般人強且非常遵守校規，不容許浪費和例外。雖然看似很強勢，對觸犯校規的人會飽以老拳，不過其實很熱血，而且挺純真。性格固執不知變通，被安形稱為「不識相男」。理念是「創造更美好的校園」，經常罵別人「愚蠢的傢伙」（Bossun會用「笨蛋」來回應他）。不會用綽號稱呼別人，因為他會害羞。
家裡是開醫院的，父親是醫院院長。有深度近視，不過平日戴隱形眼鏡。沒有隱形眼鏡，就什麼都看不到。
與SKET團（尤其是Bossun）對立，兩人常常吵架，安形表示「兩人看似完全相反的形象卻又蠻像」。曾認為SKET團是個無所事事、聚集問題學生的社團，一度曾想廢掉SKET團，但在話劇事件過後對他們改觀。
擅長各種格鬥技，如柔道、拳擊和空手道等，柔道和空手道都有段位。必殺技是「椿爆拳」（左鉤拳）。被作者評為「最像少年漫畫角色的角色」。
實際上是桐島夫婦的另一個孩子，即Bossun的雙胞胎弟弟。在14歲時懷疑自己和父母沒有血緣關係（而且幾乎與藤崎同天發現）。由於自己的血型（AB型）與父母親的血型（都是O型）不合，因此產生懷疑，也讓他受到打擊。在失意的時候被不良少年欺負，被路過的藤崎所救（椿當時眼鏡掉了看不清楚藤崎的長相，後來也沒發現當時令自己改變的是藤崎），而後他自覺自己必須要變強，才能對抗惡者。儘管如此，他始終認為「現在的父親，是個令他欽佩的父親」。對他幾乎沒有負面的情緒。在17歲的生日，從父親那得知了身世，並被告知與藤崎是孿生兄弟，讓他相當震驚。
在得知身世後曾造訪Bossun家，看過親生父母所拍攝的影片，椿原本對親生父母沒有興趣，但看過影片後表示「很高興認識了他們」。茜曾經說過佑助像父親，而佐介像母親（推測兩人是異卵雙胞胎），但稍做偽裝後的樣子和佑助一模一樣。現在和藤崎的關係好轉中。
和Bossun相反，完全沒有藝術細胞。興趣是自己製作T恤，在白色T恤寫上「秩序」、「肅正」及「風林火山」等漢字，但周遭人不敢恭維為他的品味且深感困擾，後來向Bossun學習卻未能改善其T恤的品味。
在畢業旅行時意外吃下中先生的藥而洗腦成內心是Bossun，後來為了恢復原狀再吃藥時看見路過的貓而內心變成貓，自此之後偶爾臉會變成貓或是發出貓叫聲「喵」。
在2年級的尾聲，高年級的安形從學生會引退，椿成為新任的學生會長。
在3年級的尾聲，任期屆滿後將會長職務交給加藤，從學生會引退，在漫畫結局中為了成為一名醫生而進入醫大就讀。
丹生美森
高中2年級時擔任學生會會計，至翌年升任學生會副會長。巨乳。
「丹生集團」的千金，由於家境富裕（年收入五京日圓），因此在用錢方面的觀念不太正確，認為金錢可以解決任何問題（受其父丹生林太郎（Unyu Rintaro，配音員：江原正士）潛移默化）。曾因學校的女廁太小而將其改裝，空間不但變大、連內部裝潢也變得相當豪華，也曾想在學校牆壁貼滿金箔。常常在支票上寫上一千萬元隨便送給別人。個性有些少根筋。家裡的房子光是玄關就無比巨大，甚至在地底有整座城市。
由於家教良好的關係，跟別人說話時會用敬語。
在2年級的尾聲，高年級的安形和榛葉引退後，成為新任的副會長。
在3年級的尾聲，任期屆滿後將副會長職務交給宇佐見，從學生會引退。
淺雛菊乃
學生會書記。就讀2年G班→3年C班。帶著眼鏡綁馬尾的美少女。
個性冷靜，但會用簡單省略的方式辱罵別人，由Daisy自創（例如『DOS（跌到陰溝裡淹死）』『DOSIM（跌到陰溝裡淹死・沒死成・再死第二遍）』），S屬性，但對安形十分服從（據Switch表示只有這方面是M屬性）。據說有M屬性的男生愛慕她。心情不好時會玩布娃娃。會用兩隻手指頭攻擊別人的眼珠。
十分喜歡可愛的東西。
是個就算有事也不會開口要求幫忙的人，因此當遭到不良少年糾纏時，也不對他人透露。但是椿還是察覺到異狀，在由SKET團的開路下，揍了糾纏Daisy的不良少年一拳，幫Daisy解決了這場事件，兩人的關係也似乎有所提升。常常制裁宇佐見的第二人格。
在2年級的尾聲，高年級的安形和榛葉引退後，繼續擔任學生會的書記。
在3年級的尾聲，任期滿屆滿後，從學生會引退。
榛葉道流
畢業前擔任學生會總務，就讀3年C班，畢業後升讀私立名教学院大学1年級。咖啡色短捲髮的美男子。清秀的外表及個性深受女性愛慕，美森稱其「紳士」。學校有女生為他成立了後援會。而且經常收到情書。自戀，很愛照相。是個解讀戀愛之心的天才。
擅長做菜，有專家級的技術，學生會日誌有記載過連對食物很挑的椿都對榛葉的廚藝讚歎不已。據說有五星級餐廳主廚的水準，在GVB大賽的廚藝對決以5比0大勝姬子。酒量很差，就連吃威士忌的酒心巧克力都會醉。
在3年級的尾聲，任期屆滿後將總務職務交給新成員一年級學生加藤，從學生會引退。
宇佐見羽仁
在丹生美森升任為副會長後接任學生會會計，就讀1年B班。
討厭男人，甚至不願與男性交談。頭上戴着很像兔耳朵的蝴蝶結。家中四姐妹中的三女，家中成員有祖母、母親、姐妹們和父親（父親在家中的存在感低），出於母親的教育方針，由幼兒園到國中都是唸女校，因此對男性沒有免疫力，是出於個人想要正常接觸男性的意願才選擇了男女合校的高中。
只要被男性碰到皮膚就會出現第二人格BUNNY，與原人格相反，喜愛男性但討厭女性，扮相成熟性感，碰到女性就能回復原狀。本人很煩惱此人格，經由SKET團及學生會的幫助後有些許的改善。
加藤希里
在榛葉道流卸任後接任學生會總務。就讀1年D班。染成銀色的頭髮上戴着三枚髮夾。是忍者加藤段藏的末裔，自幼就接受忍術修行，但在人前為免顯露身份，會裝成運動白痴。
我行我素的獨行俠，反抗椿的團隊意識。聲稱自己進入學生會是想當會長，將學校收為己用。後因新上任的學生會長椿，在危急時刻依舊把自己當成同伴，大受感動於是發誓服從椿。知道姬子是過去是「鬼姬」。
初中時在森鄉中學唸書，那時有個同學被班主任和別的同學欺負和孤立，為此加藤責備了班主任，結果自己也被孤立了，帶頭的還是班主任本人。從此對學校絕望，過着每天打架的日子。進入高中後，想成為學生會長的理由是把學校改革成只有學生才有自由的地方。
初中某次打架陷入苦戰，路過的姬子救了他一命，因此心懷感激。與武光震平亦敵亦友，惺惺相惜。曾綁架欺負朋友的老師，結果被椿和Bossun勸解。以後死心塌地為椿服務，並在之後接任學生會會長一職。

## 與SKET團關係較深的學生
以單行本封面、番外篇、本篇登場較多的人為基準。
吉備津百香
日本一工業高校學生的女番長。當初因為憧憬著「鬼姬」這個名號，而冒用這個名稱。在遇見了真正的「鬼姬」（也就是姬子）後，就對她崇拜不已，稱呼姬子為「大姊」。使用「咱（アタイ）」來自稱。
和救援團的Bossun和Switch感情也很好。似乎喜歡Switch，曾經在情人節的時候交給他本命巧克力，但被Switch以「不再戀愛」的理由拒絕。
在「話劇社事件」後，她甜美的聲音被該幼稚園老師看上，推薦給在動畫製作公司上班的哥哥，但百香被他用言行性騷擾，一怒下說出了「想埋到土裡看星星嗎？」將他嚇倒在地上。
這樣的講話語氣卻被另一位動畫製作人看上，出道當上動畫的聲優配音動畫新番「魔法太妹  liberty☆認真的」女主角，人氣竄升。
不過百香並不習慣為了聲優工作而強迫改變自己，在電視上宣布自己退出聲優行列，卻因此吸引到電視製作人，反而成為女演員，人氣不減反升。
而在擔任舞台劇女主角時，因為表達不出意境而求助救援團，最後唱成音樂劇，意外被音樂製作人看中其歌聲，發展為歌手。
有三個部下：乾（Inui，配音員：齊藤佑圭）、去川（Sarukawa，配音員：金田晶）、木島（Kijima，配音員：水原薰）（四個角色名字分別取自《桃太郎》故事中的「桃太郎」、「犬」、「猴」和「雉」），很尊敬百香。
最後與Switch關係更進一步，正在交往中。 
高橋千秋
就讀1年B班→2年B班→3年C班，女子壘球社的隊長，也因此大家都叫她「隊長」。活潑開朗的美少女，很受人歡迎。
母親早逝，有一個年幼的弟弟（配音：寺谷美香）。初回委託時，因為搞丟了可以兌換「舔舔人偶」的中獎紙，而請SKET團幫忙找尋。不過想要這個人偶的人並不是隊長，而是她的弟弟，因為這個人偶酷似隊長早逝的母親。最後隊長自己找到了中獎紙，但是SKET團卻也找到另外一張的中獎紙，於是這張中獎紙給了同樣想要「舔舔人偶」的姬子。
表面上雖然看不出來，其實是個大胃王，吃東西速度極快，被稱之為「瞬間清空食物吃功」，功力令兩度發起挑戰的麵店老闆（配音：千葉繁）都甘拜下風。唯一的弱點是白煮蛋，只要吃下去一定會吐出來。曾受到Bossun的慫恿，跑去挑戰拉麵店的大胃王比賽，但最後因為吃下了白煮蛋而把所有拉麵又吐了出來，讓她覺得非常丟臉。
高一時與Bossun還有姬子同班，是班上的班長。在當初姬子選擇封閉自我時，也是隊長主動與姬子親近，和Bossun合力打開姬子的心房。因此很清楚SKET團的牽絆，和他們關係很好。曾和SKET團參加「傑奈西斯世界大賽」，領導隊伍成為冠軍並成為MVP選手。
隊長在讀者之間頗受歡迎，甚至有讀者寄信至作者開設的單行本單元「部室TALK」向隊長求婚。第一次人氣投票時獲得第十三名，第二次人氣投票時則升至第七名。
早乙女浪漫
2年級學生→3年C班，17歲，女子漫畫研究社社員。第七話的委託人。帶著貝雷帽。
立志成為漫畫家，但畫圖技術很差，是一個畫風和言行都很老派的人（有點類似早期少女漫畫那樣的風格）。登場時會有一些附加的特效，對於老套的情節會用少女漫畫的視角看之，浪漫稱之為「少女濾鏡」。稱Bossun為「王子」。
自己照著村田雄介的《漫畫教室R》，畫了《漫畫教室R（Romantic）》，卻使一年級的學妹瀨川畫圖退步。
在單行本第九集以短篇漫畫出道，高興自己的努力終於有成果而落淚，從此努力第二次的出道。會進入和平常無厘頭不同的「作家模式」，自己會化身為權威漫畫家指導和評量學妹的作品。不論在漫畫或是動畫都是能打破「第四道牆」。
第一次人氣投票時得到了第四名，第二次人氣投票則獲得了第十名。
結城澪呼
就讀2年A班→3年C班，靈異研究社社員。第三話的委託人。
黑色的長髮，外型很像貞子，駝背。除了擅長靈異事物，對超能力、咒術，以及所有邪門的東西，造詣都很深。跟科學派的Switch因為立場相反而合不來，但也許由於大家都對某方面很狂熱，有能夠互相理解的時候。
國中時曾暗戀一名男生，拼命研究恐怖電影的話題，卻被心上人小林（配音：杉山紀彰）嫌恐怖而被討厭。在Switch的計策下化妝成一位成熟的美麗女性，成功讓小林嚇得半死。曾經替崇拜的占卜師水神冰見子（Minakami Himiko，配音員：鯨）販售商品，在SKET團拆穿了水神的騙人花招之後，終於從迷茫中醒悟，恢復跟Switch亦敵亦友的競爭關係。
於學生旅行篇為唯一發現Bossun和姬子靈魂和身體對調的學生。
高中畢業後，就讀於名校理工學院，立志當個有科學背景的超自然研究者。
武光振藏
就讀2年A班→3年C班，劍道社主將。長髮，身著武士裝束，家為劍道場。有一弟弟震平。父親武光奮藏（Takemitsu Funzo，配音員：森功至）為時代劇演員，受其影響，言行舉止很有時代劇風格。
一年級時擔任先鋒，創下不敗傳說，在二年級時被委以主將大任，卻屢戰屢敗，因而求助於SKET團。後來Bossun查覺到原來振藏在劍道比賽前所吃的「飛時酷薄荷糖」具有提神作用，但是卻有時效性，因此擔任主將的振藏在等待之後往往精神渙散而戰敗。也因為這樣的特性，在GVB大賽上，曾被詳細調查情報且利用的椿諷為「冒牌武士」，因此落了下風。但實際上振藏仍具有強悍實力，回想起要報答恩人救援團而反敗為勝，其絕招是「武光流四連斬」。
意外的是，擅長玩手機遊戲、上網路論壇、電子郵件和交電子筆友等和武士風格天差地遠的事。似乎對紗綾的傲嬌屬性有好感。
矢場澤萌（やばさわ もえ，Yabasawa Moe）
配音：生天目仁美／豐口惠（日本）；莎拉（香港）；雷碧文→林筱玲（台灣）
漫畫第2話、動畫第2集中首次登場。身高；體重；AB型血。
生於1月10日的摩羯座女高中生。就讀2年C班→3年C班，同時亦是校內啦啦隊成員。特徵是嘴型呈現「３」字型。雖然其貌不揚，唱歌卻意外的好聽。
口頭禪是「糟糕了」，因此有「糟糕澤」之綽號。在GVB大賽結束後，安形把勝利得到的3字嘴轉讓給她，似乎對安形抱有好感。
八木薰（やぎ かおる，Yagi Kaoru）
配音：名塚佳織／同左（日本）；王夢華（香港）；雷碧文（台灣）
就讀2年E班。廣播社社員。長髮、帶著眼鏡的美女，但沉默寡言、不苟言笑。弟弟是Tact（八木卓人）。
以前曾經遭其他同學設計陷害，說她的成績是作弊而來。後來又因為吉村老師的作弊光碟事件，而被倉本誤會，可幸誤會在SKET團的協助下得以解開，同時亦讓吉村老師受到應有處分。
倉本歩（くらもと あゆみ，Kuramoto Ayumi）
配音：相澤舞（日本）；莎拉（香港）；劉凱寧（台灣）
就讀2年E班，第15話的委託人。與八木在成績上是競爭關係。因為吉村老師的作弊事件，讓她一度懷疑八木的成績是作弊而來，後來在SKET團揭發真相後而解開誤會。與伊達是從國中就認識的同學。
伊達聖士／Dante
就讀2年E班 → 3年C班。與倉本步從國中起就同班。自從迷上了視覺系樂團後，染上了視覺系樂團的習慣，說話變得很簡短而難懂，常常使SKET團誤會他的委託內容。被姬子稱為「但丁」。自己組了視覺系樂團「JardiN」，在開盟搖滾季中以壓倒性技巧得到了第一名。但和他視覺系的形象不同，喜歡看火影忍者。
喜歡2年F班的泉澤幸江，相信校園流傳的「把喜歡的人寫在紙條上，放進筆桿裡，願望就會實現」的傳言而照做，結果筆不見了，因此求助SKET團，最後調查後得知筆被泉澤偷走，可最後證實泉澤要拿的是另一個坐於伊達旁的村上同學的筆，但她拿錯對象了，因此被間接拒絕。後來又對森下小麻一見鍾情，在SKET團的介入下，理解到這只是假象。
具有「睡眠學習能力」的特異功能，連本人也不知道。被發現的原因是伊達在新年時，忍著睡意觀看紅白歌唱大賽，在半夢半醒之下學到了壓軸的演歌曲目，開學時整個人都變成穿和服、拿紙扇、穿木屐和一頭演歌藝人的髮型。最後在眾人幫忙下，才恢復原貌。
角色設定以日本人氣視覺系藝人GACKT為原型，而GACKT亦擔任了他的聲優。
大門明智
猜謎研究社部長，2年級學生→3年C班。經常變裝，化名「謎團王（エニグマン）」。所做的社團活動就是到其他社團踢館，強迫對方進行猜謎活動。初次登場時，他把姬子的舔舔人偶當成人質，要求SKET團參加他們的猜謎活動，但謎題最後都被Bossun解開。
卸下變裝後是一個帥哥，但有著變裝時就會改變個性的怪體質，未變裝時是一個個性含蓄的人，變裝後個性會變得很活潑。喜歡同樣變裝的社員謎題女，但是謎題女也具有一樣的怪體質，沒變裝其實是超強勢的個性。
森下小麻
一年級生。與瀨川文同為漫畫研究社社員。身形高大，連力氣也很大，可以單手把人打飛、兩根手指輕易將陶瓷咖啡杯的提把壓碎。但是個性卻意外的羞怯，她本人也對於高大的體型與力氣感到困擾。在害羞時會反射性的用手推飛對方，而且推得很遠（Bossun就被推飛到十幾公尺外）。
初次登場時收到了男同學上原（配音：田丸篤志）的情書，並煩惱該如何是好，在瀨川的介紹下來到SKET團諮詢。原本以為可以進行得很順利，但最後面對追求者時，仍因為害羞而要反射性出手推對方，卻被一旁觀察的Bossun及時阻止，結果讓Bossun被當場打飛，而男方也因為恐懼而甩了她（其實對方只是個風評不佳的好色之徒）。興趣是扮演戰國武將。
根據作者在該話的解說所言，名字是為了反襯她的體型和力氣。
安形紗綾
前學生會長安形之妹。被Switch稱作美少女遊戲屬性大滿貫。
典型的傲嬌，兼具有雙馬尾、膝上襪、巨乳、天然呆、妹屬性。因為傲嬌性格，而在人際關係上有些困難。在SKET團的幫助下，逐漸能夠融入班上群體，和SKET團成為好朋友。
極度的運動白痴。喜歡小動物，撿了一隻貓頭鷹給SKET團當寵物，被養在SKET團的社團活動室中。
因常受到Bossun的幫助而喜歡上他，在畢業旅行之後與Bossun和姬子逐漸發展出有些曖昧的三角關係。
在動畫最後一話向Bossun表明了心意。在漫畫結局裡，紗綾理解到自己贏不了姬子，自動退出三角關係；在其所就讀大學中，受到許多男學生的追求。

## Pocket團
團員三人是中學時代的同級生，並決定在高中的時候創辦社團以用自己的能力幫助他人；但因為開盟學園本身就有性質相近的SKET團，所以在起初的時候打算令SKET團的3人退部然後佔領，後來決定以尋貓委託決定SKET團的持有權，雖然較快找到失貓，但因未能根本解決委託人的煩惱而承認敗北。最後成功以技能說服椿會長而得以成立新社團，並獲分配了早前廢部了的下交部之部室。以「迷你SKET團」的稱號活躍中。
ポケット団：正式名稱是「學園生活應援部」，簡稱Pocket團。pocket有口袋之意，但這裡的pocket的意思是：Potential (潛力)、Outstanding (出眾)、Clever (聰明)、Keen (熱情)、Efficient (高效)、Team (團隊) 。包含著“才能出眾聰明而又高效率的有能團體”之意。
但實際上真實含義是：Perverse (任性)、Offensive (侵略)、Cheeky (野性)、Knavish (狡猾)、Egoistic (自我)、Team (團隊)。三人初登場於212話，社團正式成立於215話。於279話廢部，三人正式繼承SKET團。
八木卓人／Tact（やぎ たくと，Yagi Takuto）
原Pocket團的成員之一。
Pocket團的領導人，性子彆扭。擁有看過的東西就能記住的「映像記憶」能力。憑著優秀的頭腦，能快速作出分析並下達指令，在三人中擔當著隊長的角色。1-B班。8月9日出生。身高153cm、體重47kg、A型。
是八木薫的弟弟，非常懼怕姐姐。在家裡是個乖寶寶，但是一離開家或家人就會變成性子惡劣的小鬼（其實在家裡才是本性）。總喜歡對Bossun惡語相向，但是內心還是嚮往SKET團的，內心並不希望SKET團消失，於278話決定繼承。
我妻絹衣／Siik（あづま きぬえ，Azuma Kinue）
原Pocket團的成員之一。
身材嬌小的蘿莉，總沒什麼表情，但其實很調皮，且有點天然。1-B班。4月6日出生。身高148cm、體重38kg、O型。
Pocket團的「一點紅」，手相當巧，是個厲害的魔術師，各種使用手技（「手の技」）的委託都能解決，擅長摺紙。
福岡縣出身，一口流利的博多話，須經Tact翻譯才使他人聽懂。很喜歡吃甜食，是Bossun的魔術師傅。
坂須英里／Smile（さかす ひでさと，Sakasu Hidesato）
原Pocket團的成員之一。
無口男，總是掛著一成不變的微笑表情。個性調皮又腹黑，喜歡捉弄人，尤其是Tact。1-B班。8月9日生。身高155cm、體重50kg、B型。
目標是成為世界第一的雜技師。活躍於各種需要體技（「體の藝」）的委託。因為在練習默劇，所以不用口說話。

## 開盟學園的學生
依在漫畫中的出場順序排列。
杉原哲平（すぎはら てっぺい，Sugihara Teppei）
配音：保志總一朗／阪口大助（日本）；袁德基（香港）；雷碧文→李世揚（第26集配合志村新八聲音）（台灣）
2年C班。第一話出現的轉學生，也是故事中第一個委託人。小學時曾被城崎欺負，讓他心靈受創，因此他在國中時少與同學往來，也不參加社團。高中轉進開盟學園，再次遇到城崎，城崎並指使他對SKET團潑油漆以作報復，但被Bossun拆穿，城崎而後被姬子打了一頓。因為本身對籃球有興趣，因此加入了籃球社，並戴上了Bossun給他的印有「SKET」字樣的護腕。
城崎充（じょうがさき みつる，Jogasaki Mitsuru）
配音：伊藤健太郎／金光宣明（日本）；陳健豪（香港）；李世揚→梁興昌（台灣）
就讀2年D班，處女座。小學時曾經欺負過杉原，在第一話中於校內亂塗鴉被SKET團抓到，又碰巧遇到剛轉學進來的杉原，並指使杉原對SKET團潑油漆以報仇，但最後失敗。對於占卜、魔咒造詣很深，也經常散播一些相關的謠言（例如「笑臉哆啦E者巧克力」、「愛情魔咒」）。曾經打過籃球。暗戀隊長，不過希望渺茫。
小坂正利（こさか まさとし，Kosaka Masatoshi）
配音：井口祐一（日本）
以花言巧語哄弄女孩與其交往，其實是個腳踏多船的慣犯，陋行為Switch揭穿後被由美拋棄，仍苦苦執著於由美。
八鍬由美（やくわ ゆみ，Satomi Yumi）
配音：中嶋寬（日本）
為小坂迷惑的女學生，從Switch處得知他的真面目後，怒而分手，後又在開盟搖滾祭與姬子、矢場澤等人組團參賽，擔當貝斯手，但因感冒而退賽。
島田貴子（しまだ たかこ，Shimada Takako）
配音：平田真菜／中司優花（日本）；王夢華（香港）；雷碧文（台灣）
就讀2年F班。結城的朋友，新聞社社員。第三話登場，因為一直想要做出能夠獨佔整個校刊版面的獨家新聞，因此自導自演「焚化爐幽靈事件」以博得版面，最後被Bossun揭穿，但還是得到結城的原諒。
吉成（よしなり，Yoshinari）
配音：坂卷學（日本）
焚化爐幽靈的目擊者，說話帶有獨特的語調。
小田倉拓夫（おたくら たくお，Otakura Takuo）
配音：園部好德／堂坂晃三（日本）；陳健豪（香港）；李世揚（台灣）
就讀2年D班。動畫研究社社長。戴一副眼鏡，身材肥胖，標準的御宅族。對於動漫知識頗深，所以經常與Switch往來，是Switch御宅嗜好的好伙伴，不過兩人的意見經常相左。稱呼Switch為「笛吹氏」。
小鐵（Tetsu）
配音：稻田徹、山口真弓〈小學時代〉（日本）；袁德基、王夢華〈小學時代〉（香港）；李世揚、劉凱寧〈小學時代〉（台灣）
第七話的委託人，是個標準面惡心善的大個子。
有個青梅竹馬的舊識美咲。國小時瞞著美咲的父母偷偷帶著身體不好的她去看櫻花，結果美咲不小心跌到河裡，生了一場攸關性命的大病，結果被美咲的父母罵是瘟神，並再也不許他接近她。而美咲一家在她小六時搬家到美國去，之後再也沒聯絡。五年後的今天，小鐵因為擔心她，因此以假名「櫻小路光太郎」傳電子郵件給她（會用假名，是因為他認為像他這樣的瘟神沒有資格與她聯絡），還設定成「開盟學園二年級，成績優秀、朋友超多，身兼生物科學與學生會幹部二職，每天過著忙碌生活」。而美咲又將回到這裡並與他見面，小鐵為了不讓事蹟敗露，因此委託SKET團假裝他的身分與美咲見面。
在美咲進行生死攸關的大手術後，趕到美國去探望美咲。而根據Bossun所言，兩人也確定了戀愛關係。
北大路正也（きたおおじ まさや，Kitaoji Masaya）
配音：金谷英孝（日本）
戲劇部部長。行事卑鄙，在SKET團與學生會進行話劇對決時，毀損其表演服裝，而被講求公正的椿毆斥，後又委託他們在畢業歡送會上演出。名字來自北大路欣也。
内田孝昭（うちだ たかあき，Uchida Takaaki）
配音：立花慎之介（日本）；陳健豪（香港）；黃天佑（台灣）
就讀2年C班，和SKET團同班。個性內向。在班上沉默寡言，也沒有朋友，自認在班上很不受歡迎。為了想要讓身體不好的母親開心，因此希望能夠在新聞社辦的「No.1比賽」中得到一面獎牌，因此委託SKET團，希望能夠讓他變的更受歡迎。但試過多種方法都失敗，但其實他平時在班上都默默的做了很多善事，班上同學私底下也都很清楚，所以在最後的「No.1 最體貼」項目得到了金牌。班上同學也趕到醫院樓下為他的母親加油，讓他因此感動落淚。
伊藤久美（いとうきゅうみ，Ito Kumi）
配音：齊藤佑圭（日本）
和SKET團同班，2年C班的班長。在人氣投票中，獲得「Miss. 魅力」殊榮，後來還在糟糕澤的邀請下參加了聯誼。
草部直幸（くさべ なおゆき，Kusabe Naoyuki）
配音：奈良徹（日本）
美術部部員，畫功雖佳，但氣量狹小，嫉妒森野的才華而毀其畫作，是令森野繭居的元兇，後以「蜘蛛會」為名，侵犯掌握把柄的女孩子，最終落入學生會的誘敵之計，惡行得以揭發。
武光震平（たけみつ しんぺい，Takemitsu Shinpei）
配音：鈴木達央（日本）；袁德基（香港）；黃天佑（台灣）
振藏的弟弟。1年D班。幼時為與哥哥看齊而努力學習劍道，但後來劍道技能越來越不如振藏，就因此荒廢，變得相當叛逆。有次出去打架，隨手拿了振藏比賽用的竹刀，在打架時被對方丟進河裡。震平騙振藏說打架把竹刀打斷了，振藏一怒之下，原打算出手揍他，卻以「打你會弄髒我的手」為由而放棄。
後來震平每天晚上偷偷跑出去找竹刀，SKET團知道後也陪他一起找。找到之後，趕到振藏的比賽會場時，發現振藏比賽輸了，震平認為是他的錯，但振藏把震平罵了一頓，兩人恢復了兄弟情誼，亦加入劍道社重新鍛鍊。和加藤希里是同班同學，既是對手也是朋友。
在振藏引退後，擔任下屆主將，誓言要超越哥哥。
泉澤幸江（いずみさわ ゆきえ，Izumisawa Yukie）
配音：藤井幸代（日本）；雷碧文（台灣）
2年F班，相當漂亮的美人。喜歡2年E班的村上，並打算偷走他的筆。但最後搞錯座位，拿成伊達的筆。
五十嵐清二（いがらし せいじ，Igarashi Seiji）
配音：真仲惠吾／淺沼晉太郎（日本）
在「開盟搖滾季」時，邀Bossun擔任樂團的貝斯手，但後來因為自己手骨折所以解散。後又委託SKET團跟他一起去參加聯誼，結果被喜歡的女孩子告白後，反而丟下尷尬的Bossun與Switch。女朋友是2年B班的友子（Tomoko，配音員：金田晶）。
杉崎綾乃（すぎさき あやの，Sugisaki Ayano）
配音：沼倉愛美（日本）；莎拉（香港）；雷碧文（台灣）
Bossun在為「開盟搖滾季」練習貝斯時認識的女學生。全校聞名的小提琴手。音樂知識豐富，在Bossun練習貝斯時給予他很大的幫助。
從小開始就對任何事不感興趣，但當看見電視上的小提琴家時，便對此憧憬而開始學小提琴。為了是否要去德國留學而躊躇不前，一度想要放棄，最後在搖滾祭時被SKET團所演奏的歌曲「Funny Bunny」（The pillows樂團的歌，是真實存在的歌曲）所感動，下定決心前往德國留學。
清水芳江（しみず　よしえ，Shimizu Yoshie）
配音：齊藤佑圭（日本）
通稱「阿芳」。在開盟搖滾祭與姬子、矢場澤等人組團參賽，擔當鼓手，但因感冒而退賽。
謎題女（くえっちょん，Kuecchon）
配音：喜多村英梨（日本）；王夢華（香港）；雷碧文（台灣）
猜謎研究社員，本名不詳，見著他人思索謎題的樣子，便會興奮不止（大門稱之為「天生N」）。與大門一樣有變裝時就會改變個性的怪體質，變裝時的性格柔順，未變裝時性格倨傲。
瀨川文（せがわ ふみ，Segawa Fumi）
配音：淺倉杏美（日本）；莎拉（香港）；劉凱寧（台灣）
漫研社社員的一年級生。浪漫的後輩。因為看過浪漫所畫的《漫畫教室R（Romantic）》而使畫技退步，還專程向Bossun請教畫畫技巧。一年級時和希里和震平同班。曾在聖誕夜為了遭學長欺負而繭居在家的朋友森野輝明（Morino Teruaki），向SKET團求助。
安田沙織（やすだ さおり，Yasuda Saori）
配音：三宅麻理惠（日本）；劉凱寧（台灣）
廣播社的社員。跟著調查到處打破校園內玻璃的「玻璃男」的SKET團進行秘密取材，但其實真正的玻璃男就是她本人，而她將罪名嫁禍於高島早希子。
原因在於國中時她與高島喜歡同個男生，但高島在那位男同學的鞋櫃裡發現了安田的情書，結果安田就在角落親眼目睹高島揉爛她的情書並丟棄，讓安田非常憤怒。
上了高中後，同與高島喜歡上棒球社的平泉英一，結果最後順利告白成功的只有高島，讓她更加討厭她。結果她抓住了「高島早希子國中很胖」的這個弱點，讓她背上「玻璃男」這個罪名。最後在Bossun的勸說之下釋懷，也原諒了高島。不過Bossun最後還是以「是我們SKET團玩棒球打破玻璃」這個假理由，幫助她們隱瞞事實。
高島早希子（たかしま さきこ，Takashima Sakiko）
配音：津田美波（日本）；莎拉（香港）；雷碧文（台灣）
棒球社經理。平泉英一的戀人。國中時非常胖，在高中入學前減肥成功，變得非常漂亮。國中時並不認識安田沙織，直到「玻璃男」事件過後才知道這位人物。國中時喜歡同校某位男生，結果在那個男生的鞋櫃裡發現了安田的情書，揉爛丟棄時被安田看見。
高中時又與安田喜歡上同個男生，結果只有她告白成功。安田在憤怒之下便進行報復，抓住他國中很胖的弱點，讓她背上「玻璃男」的黑鍋。在事件解決後與安田道歉，得到和解和原諒。
平泉英一（ひらいずみ　えいいち，Hiraizumi Eiichi）
配音：島崎信長（日本）
棒球社社員，高島的男友。立下「要帶早希子去甲子園」的志願。儘管是棒球社社員，投球卻非常爛，姬子曰「瞄準力跟Switch一樣差」。
尾崎守（おざき まもる，Ozaki Mamoru）
配音：田尻浩章（日本）
棒球社社員，跑步路線與「玻璃男」相同而被Bossun斥為怪人。
嶋崎崇夫（しまさき たかお，Shimasaki Takao）
配音：林和良（日本）
棒球社社員，有握住球棒就想砸碎眼前物品的怪異性格。
垣内仁（かきうち じん，Kakiuchi Jin）
配音：宮下榮治／興津和幸（日本）；袁德基（香港）；李世揚（台灣）
開盟學園一年級生。在漫畫第九集登場。初登場就被不良少年恐嚇取財。但被姬子所救，因而愛上她。但姬子覺得他很煩，並與Bossun假裝是情侶來約會，打算讓仁放棄。但最後還是被揭穿。後來為了確認姬子和Bossun的關係，而主動要求參與SKET團的活動，並先後以“夫妻”、“初戀中不敢表達心意的小男生小女生”以及“母子”吐槽姬子和Bossun的關係。
雖然在漫畫版是在第九集登場，但他卻已經早一步出現在第八集的封面裡。
秋奈（あきな，Akina）
配音：壽美菜子（日本）；雷碧文（台灣）
隊長（高橋千秋）升上高二後所交到的第一個朋友，喜歡同班同學三鄉（Misato，配音員：小野友樹），在轉學前因他而與隊長吵架。
一長太郎（でかた ちょうたろう，Dekata Chotaro）
刑警部部長，熱衷模仿警察，熟悉警界行話，並以「刑事長」自居的男學生。
堀井佳奈子（ほりい かなこ，Horii Kanako）
配音：鹿野優以（日本）
排球部部員，傲嬌程度與紗綾不相上下，曾對不擅運動的紗綾頗有微詞，但眼見她克服弱點及替己承擔失誤，對她冰釋前嫌。
萩原綠（はぎわら みどり，Hagiwara Midori）
模型部部員。名字與多人（如壘球部之萩原翠（はぎはら みどり，Hagihara Midori）與矢萩原翠（やはぎはら みどり，Yahagihara Midori）、荻原緣（おぎわら ゆかり，Ogihara Yukari）、荻原紫（おぎはら ゆかり，Ogihara Yukari）及萩原ゆかり（Ogiwara Yukari）等）雷同，使SKET團混淆不清。
更谷大樹（さらたに たいきち，Saratani Taiki）
配音：千葉一伸（日本）
擁有足夠參加「SARUTOBI（原型極限體能王）」的體能，卻用來偷窺的男學生。原本目標為隊長，可因不慎看到了姬子而敗露。
犀川望（さいかわ のぞむ，Saikawa Nozomu）
配音：武田幸史（日本）
男子漫畫研究部部長，性格平和。
真賀田道則（まがた みちのり，Magata Michinori）
配音：石田彰（日本）
男子漫畫研究部副部長。性格刻毒，說話陰損，相當貶抑浪漫與少女漫畫，卻也和浪漫一樣畫風老派，說話也會時常附加特效，後險因冒言犯上而遭一丸理事長退學。
中谷（Nakatani）
二和三年級都就讀A班的同學。姬子的朋友，似乎是個很好的人，相當值得欽佩。姬子經常在談話中提到她，但是卻從來沒有出場過，是個謎樣人物。
目前可知道的情報有：有男朋友、曾經成功減肥了5公斤、養了四隻貓、興趣是捐血、擁有成熟的戀愛觀、喜歡魚、生日在秋天、曾進入某種比賽的準決賽。長相和其他情報皆不明，查她的資料只會出現亂碼。據姬子說長得很可愛，常穿長袖上衣，疑似是長髮。Bossun曾試圖探查她的真面目，但因種種不可思議的阻礙而失敗。
黑田教世／Rodan（くろだ のりよ，Kuroda Noriya）
配音：諏訪部順一（日本）
視覺系樂團「JardiN」的吉他手，團內唯一能正常與人交談的人。
佐倉實／Cherry（さくら みのる，Sakura Minoru）
滿腦淫穢思想，卻有著少女般的可愛臉蛋。常將低級（Ges）一詞融入日常對話，任何話題都能使其沾染情色。與三個狎友一起成立色慾橫流的社團，但椿察知實情後，便予廢除。喜歡糾纏小麻，即使受她怪力衝擊，也毫不畏縮。意外有純情、對戀愛不知所措的一面。
宇賀神牙王（うがじん がおう，Ugajin Gaou）
男子漫畫研究部部員，像浪漫和真賀田一樣，說話也會帶有特效。受劇畫漫畫影響，慣用二字熟語與人應答，苦惱著如何交朋友，在SKET團的幫助下解決問題。
鯉沼久（こいぬま ひさし，Koinuma Hisashi）
紗綾的愛慕者，與其他的愛慕者共組「AGT38」，知道Bossun便是紗綾意中人後，仍默默守護她的戀情。
日高飛鳥（ひだか あすか，Hidaka Asuka）
飛行研究部部員。從小就夢想著翱翔天際，期待夢想成真而專注製作人力飛機，曾因志同道合的人相繼遠去而氣餒，賴顧問竹內老師的鼓勵而振作，決心在其退休前，讓他看見飛上天空的姿態，最終在SKET團的幫助下實現夢想，淚喊著與老師告別。
小柳知久（こやなぎ ともひさ，Koyanagi Tomohisa）
自恃成績不錯而對他人危言聳聽的男學生。被結城斥為「沒論點」後，竟反唇相譏，激怒了SKET團利用科學炮製靈異現象，讓其得到教訓。

## 開盟學園教職員
中馬鐵治
SKET團的顧問。2年C班→3年C班導師，也是化學老師。通稱「中先生」。
經常會在化學教室裡做一些奇怪的實驗（但最後大多會以爆炸收場）。也經常做一些驚奇的發明，例如「返老還童」和「隱形」等的藥水，但又把它裝進可樂之類的飲料罐常讓人不小心喝下。他曾說過：「只要我一出場，就沒什麼不可能的。」常常威脅如果救援團不收拾他實驗失敗的殘局，就要辭去救援團的顧問一職（除了他沒人想當救援團的顧問）。
離過婚，育有一女——中馬錫（Chuma Suzu，配音員：小倉唯）。不打算再婚，覺得再婚是很麻煩的事，因為對象一定要女兒小錫也喜歡她。
在知道小錫的媚藥計策後，察覺對美空老師的心情而對她求婚，但因為美空老師認為「結婚前沒交往過很奇怪」而被拒絕，最後在SKET團的幫忙下舉行婚禮。
美空美
2年C班→3年C班副導師，由於原本的副導師請產假，故另請了美空老師，她同時也是日本史的老師。原本是電視上教育節目裡的歌唱姊姊，但因為嚮往老師這份工作，因此毅然辭去藝人一職。
性格熱血，但非常冒失，她想改進缺點，所以經由SKET團的幫助，請中馬老師幫忙，但用盡了中馬老師可用的發明，最後還是失敗。但中馬老師說「難道妳要變成毫無缺點的老師才好嗎？像我，我可是缺點一堆。」因此說服美空老師不必改掉這種毛病，而美空老師也欣然接受了。
在小錫的媚藥計策後，因為希望中先生是真心喜歡自己而中途放棄。後中先生向自己求婚，但自己認為「結婚前沒交往過很奇怪」而拒絕，交往了一會後正式結婚，並搬入了新居，結局育有一子。
理事長
私立開盟學園的理事長。是個戴著鐳射眼鏡與擁有小鬍子的老人。1935年1月3日生。身高171公分、體重57公斤，B型。從出生開始就讓父親（自己也戴著鐳射眼鏡）戴上了鐳射眼鏡，一直到現在都持續戴著鐳射眼鏡。
在SKET團燒掉社團教室，面臨退學危機時，因為SKET團的夥伴們的申訴而取消了主意。之後幫SKET團重建了社團教室，因為希望將與自己有著同樣「成為活躍於校園的英雄」這樣的夢想託付給SKET團，而在重建社團教室時擅自改建了內部，自費做了英雄裝之類像是秘密基地的東西，但是風格很老氣。漫畫末段正式退休讓兒子接棒。
其實他在學生時代也創設了「助人組」，平時的活動內容就跟SKET團一樣（成員有：跟Switch感覺很像的秀一，跟姬子性格很像的梅子，自己則被稱為「鐳射眼（此處惡搞X戰警）」）。
喜歡經常和自己吵架的梅子，現在和梅子是夫妻。
一丸龍成（いちまる りゅうせい，Ichimaru Ryuusei）
鐳射眼理事長之子，自衛隊出身。由於女兒之故，接任理事長伊始，便企圖將學校軍事化管理，從而徹底抹煞學生的個性，但在文化祭上見到眾人的活躍，與敞開心扉的女兒，願意撤回前言。
唐松源三郎（からまつ げんざぶろう，Karamatsu Genzaburo）
配音：緒方賢一（日本）；李家輝→陳健豪（香港）；黃天佑（台灣）
私立開盟学園的校長。是個有著獨特笑聲的開朗明快角色，10月19日生。身高165公分，體重88公斤，A型。喜歡的東西： 搖滾樂。討厭的東西： 巨人。
喜歡看連載漫畫《學生會執行部》。有一個小學一年級的孫子吉彥。在懲罰委員會當中代號是「０２」。
開明的校長，不時會向學生會或SKET團發下委託。Bossun等畢業時帶領全體師生向畢業生作驚喜演出。
山野邊邦夫（やまのべ くにお，Yamanobe Kunio）
配音：金野潤／檜山修之（日本）；袁德基（香港）；李世揚（台灣）
地理老師。9月13日出生。身高168公分、體重61公斤，A型。
喜歡的東西：黃老師教的事物。討厭的東西： 悲傷的故事。
小時候住在中國時，從黃老師（中國人）那裡學到了奇怪的運動「傑奈西斯」、可疑的棋盤遊戲「海柏利昂棋」、仿自瑪利歐的電玩遊戲「毀壞的特別真理子」及類似歌留多的紙牌遊戲「花囉啃」等等KUSO遊戲，並常常找SKET團試玩。
最後終於如願以償，創立了「Creative・Soul・Game部（CSG日文寫成為「クソゲー」，亦即爛遊戲）」，得以將黃老師的KUSO精髓傳承下去。
孫純一／J孫老師（そん じゅんいち，Son Junichi）
配音：小杉十郎太（日本）；李家輝→袁德基（香港）；李世揚→鈕凱暘（台灣）
2年B班的工藝科老師。8月13日出生。身高 203 公分、 體重 98 公斤，B 型。喜歡的東西：喜劇演出。討厭的東西： 鬼故事。
因為外表酷似電鋸殺人魔傑森，而被學生稱為「Ｊ孫老師」，但其實本性很善良又膽小（Switch說他是個有著玻璃心的人）。多次相親都因為他太緊張而暴走做出了多餘的舉止而失敗，即使在SKET團的幫助下，仍克制不了緊張情緒，脫序行為使得兩位相親對象（配音：鷹森淑乃、皆口裕子）落荒而逃。
特技是模仿恐怖電影當中的特效配音。
金城（かねぎ，Kanegi）
配音：坂口候一（日本）；陳健豪（香港）；李世揚（台灣）
英文老師，女子壘球社顧問。1月15日出生。身高175公分、體重59公斤，A型。
相當鄙視SKET團，認為SKET團裡的學生只是一群沒人要的傢伙。平常說話時會参雜一些英文。相當在意Bossun所說「壘球社的社員都覺得老師你的投球樣子真是笑死人了」。曾因為SKET團抓猴事件和處理中馬老師的炸彈（中馬老師的失敗作品，外型如同棒球），而被炸彈炸傷，女子壘球社倉庫也毀於一旦。
伊藤（いとう，Ito）
2年D班導師。12月8日出生。O型。
曾經因為城崎的惡作劇而被發現他戴著假髮，因此而深深的受傷。不過很受到包含城崎在內的班上學生們的愛戴，學生曾幫他開過慶生會。
吉村（よしむら，Yoshimura）
配音：川島得愛（日本）；李家輝（香港）；李世揚（台灣）
2年E班的日本史老師。廣播社的顧問。拍攝段考題目DVD、再轉賣給學生的真正犯人。八木偶然間發現了這片DVD，吉村便以紙條威脅她不准說出去（但八木並不知道是吉村幹的）。在Bossun知道真相後，在廣播社以全校廣播的方式，將整起事件公布於全校師生。而後受到處分，似乎被迫辭職。
毛塚（けづか，Kezuka）
配音：西村知道（日本）；陳健豪（香港）；梁興昌（台灣）
漫畫研究部顧問。因為曬日光浴而全身黝黑。看漫畫的眼光相當獨到。形象來自手塚治虫。
鮫渕（さめぶち，Samebuchi）
3年F班導師。具有黑道氣質的老師，通過他的指導，讓充滿不良的3-F，全都改頭換面。
針生・德威格
外籍英文教師，通稱「哈利」，言行舉止很有好萊塢風格。暗戀艾莉卡老師，遲遲不敢向她表白，一次誤將寫明心跡的紙條，夾在借自她的書中，而委託SKET團偷偷取回，卻被艾莉卡擺了一道。
艾莉卡
外籍英文女教師，將SKET團與哈利耍得團團轉。
竹內（たけうち，Takeuchi）
飛行研究部顧問。一心支持飛鳥的夢想，並適時指點迷津，在退休時見其夢想實現，喜極而泣。
轡大二郎（くつわ だいじろう，Kutsuwa Daijiro）
配音：江川央生（日本）；袁德基（香港）；梁興昌（台灣）
現代国語教師，原森郷中学教師。帶頭排擠學生的惡劣老師，曾給國中時的希里很深的傷害。因為來到開盟後又欺負姬子而被想要報仇的希里吊在樹上。被救出之後沒有答謝反而說出惡言要告學生們，卻反被Bossun狠狠地揍了一拳，而且被開盟學園開除。
佐藤雅之（さとう まさゆき，Sato Masayuki）
教育實習生。21歲，負責的科目是現代語文。開盟學園的畢業生，曾經是中馬老師的學生。在校時是落語研究社的社長，在大學也是屬於落語研究社。是個性格溫和的人，個性很認真，因為雙親都是教師，而讓他對於教師的形象有著既定的強烈印象，堅持不開玩笑也不說多餘的話的教學。
但是，在最後一堂課上，在3-C全員的安排下以落語表演的形式來上課，第一次讓學生們看見了他的笑容。
曾經為了要成為教師還是落語家而感到迷惘，但最後還是決定要成為教師。
吉村（よしむら，Yoshimura）
配音：松尾大亮（日本）
校務員。

## 主要人物的家族與關係者
藤崎茜
Bossun的養母，是Bossun親生父母的摯友。服裝設計師。
當初在佑助的母親波瑠臨盆前由茜接送到醫院分娩，卻因自己開車在路上發生車禍，而後導致波瑠喪生。內心充斥著罪惡感，決定將佑助撫養長大。多年來隱瞞真相，但是最後還是被佑助發現。雖然Bossun一度無法接受而離家出走，但是讀過親生父親生前留下的信後，母子兩人還是和好如初，與佑助及瑠海一家人穩定生活中。
在決定撫養Bossun後與另一男子結婚並且生下一女瑠海，不過不久後便離婚獨自撫養孩子。目前已經知道椿的存在，將他當作自己的兒子。
藤崎瑠海
Bossun沒有血緣關係的妹妹，小佑助一歲。茜的親生女兒，其父親在年幼時已離異，由母親撫養長大。
喜歡吃甜食。雖然身為妹妹，但是很會使喚哥哥，稱哥哥為「奴隸」。雖然如此，佑助還是願意替瑠海代勞。
是開盟一年級新生，文筆卓越，其後加入新聞社。
桐島亮輔
Bossun和椿的生父，登場於Bossun過去篇。其容貌和個性與佑助一模一樣，熱於助人的個性遺傳給了佑助。
出生時被父母棄養，在孤兒院內與青梅竹馬波瑠長大。和波瑠從小都受到許多人的幫助長大，因此養成樂於幫助他人的個性。兩人之間密不可分的情感成為彼此的牽絆，在長大之後步入禮堂，並且即將成為兩個孩子的父親。
1992年11月11日，妻子臨盆前因為救玩耍到差點被車撞到的小孩（三島泰介）而被車子輾過而死，留下了一封給妻子和兒子的信，教導兒子要成為幫助他人的人。SKET團即是Bossun繼承他的遺志而成立。
桐島波瑠
Bossun和椿的生母，登場於Bossun過去篇。跟茜是從高中時代就開始的摯友。生日與忌日都是11月11日。
年幼時父母因車禍喪生，在孤兒院內與青梅竹馬亮輔長大，成年後兩人成婚。和亮輔從小都受到許多人的幫助長大，因此變成樂於幫助他人的個性。婚後懷有雙胞胎，決定替孩子取名為「佑助」與「佐介」（一右一左，希望兄弟倆互相扶持，而助和介字都是幫助他人的意思）。
1992年11月11日，在前往醫院途中發生車禍，生下孩子後因為失血過多而身亡。在動手術之前，告知椿醫師他為雙胞胎取名字一事。並告訴椿醫師，如果她死了，希望能由他領養他們。
椿潔志（つばき きよし，Tsubaki Kiyoshi）
配音：家中宏（日本）；陳健豪（香港）；李世揚（台灣）
椿的義父。「椿醫院」的院長。O型。（妻子椿朋子（Tsubaki Tomoko，配音員：石川靜）同樣為O型）
1992年11月11日（動畫版為1994年11月11日），在開車的時候精神不濟，撞到了茜和臨產的波瑠的車。椿醫師也負起責任，將她送往自己所開的醫院進行急診及生產。最後小孩順利生產，但波瑠仍回天乏術。
手術結束後，椿醫師在醫院因為自己夫婦膝下無子、醫院需要繼承人、波瑠說過茜沒有太多錢撫養小孩和幫波瑠撫養小孩就是贖罪等想法，對藤崎茜隱瞞雙胞胎一事，選擇將其中一位嬰兒「佑助」交給藤崎茜，自己則領養「佐介」。17年來對於當初的舉動仍是感到不安，曾經想過將佐介歸還給茜，卻因為對兒子的疼愛而不忍割捨。
在藤崎與椿17歲的現在，因為巧遇茜而得知藤崎已經得知自己的身世。
笛吹正文（うすい まさふみ，Usui Masafumi）
配音：柿原徹也、水原薰〈孩童時代〉HK（日本）；TW（陳健豪、王夢華〈孩童時代〉）；（李世揚）
笛吹和義的已故弟弟，14歲（小和義一歲），在和義的過去篇登場（單行本第五集『SWITCH OFF』）。原本真正的Switch。國中生，擅長寫程式。由於和義的玩笑話，平井雪乃決定將刺殺目標轉至他身上，最後被雪乃刺殺而死。他也是開發現在笛吹和義的電腦語音合成系統的人。
和義的母親
配音：金月真美（日本）；顧詠雪（香港）
主要在和義的過去篇登場（單行本第五集『SWITCH OFF』）。
一愛的父母
配音：久川綾〈母〉、遊佐浩二〈父〉（日本）
在一愛的過去篇登場（單行本第七集『OGRESS』）。父親似乎是個滿開朗的人，而母親是個比較沉穩的人，在一次一愛喝下了中先生的藥後變成了27歲的身體，也就是她母親的容姿，相當成熟漂亮。
但是母親一發飆就會成為傳說中的「鬼妻」，有拿曲棍球棍把老公打得半死的紀錄，身為女兒的「鬼姬」雖繼承她那凶狠的一面，在其面前也只能俯首稱臣：有次學園救援團到一愛家唸書不專心而開啟「鬼妻」的開關，當晚就像仁王像般佇立監視，令三人害怕而專心用功，BOSSUN還因此得到學年第一名。

## 過去篇的登場人物
山内沙羽（やまうち さわ，Yamauchi Sawa）
配音：原由實（日本）；莎拉（香港）；雷碧文（台灣）
笛吹和義的青梅竹馬，稱呼他為「哥」。與和義從幼稚園到國中都同校，直到高中才念不同的學校。時常對正文的才能感到佩服，不過她暗戀和義。
當她被不明人士跟蹤時，由於和義誤以為她喜歡正文而吃醋以及自卑心的緣故，促使和義改變念頭拒絕了原本約好和她同行，並要正文去和她同行。
對於正文的死非常自責，不久之後決定搬家，臨走之前與和義互相告白後分開。
平井雪乃（ひらい ゆきの，Hirai Yukino）
配音：牧口真幸（日本）；王夢華（香港）；錢欣郁（台灣）
沙羽的高中同學。平常看請來像是成熟的大人，但是認真起來的話情緒就會非常激動。前男友三上因為平井的個性，所以很快就甩了她，後來平井又知道三上對沙羽有好感，並因此憎恨三上而妨礙他。
誤導和義等人去注意三上，並從和義口中聽到「沙羽與正文倒是在交往」的玩笑話，後來在街上欲持刀刺殺沙羽時，轉而刺殺了沙羽身旁的正文，她認為傷害沙羽最重要的人能給予其更大的衝擊，隨後遭到警方逮捕。
三上真治（みかみ　しんじ，Mikami Shinji）
配音：岡本寬志（日本）；袁德基（香港）；梁興昌（台灣）
沙羽的同校生。國三畢業典禮那天平井跟他告白，兩人開始交往，但因為認知到平井可怕的性格，很快就跟她分手了。上了高中後暗戀著沙羽，在此同時平井憎恨他而阻撓他。
加納亞里沙（かのう ありさ，Kano Arisa）
配音：戶松遙（日本）；莎拉（香港）；雷碧文（台灣）
通稱「小亞」。一愛在國中時的朋友。曲棍球社。最初讓因為一愛被稱為「鬼姬」的人。因為國小時曾被同學欺負，因此深怕遭同學排擠。所以在上國中後，對任何人都很親切、對任何人都很好，一開始也是她去接近一愛的。但是由於怕再被欺負，因此用錢僱用校內最可怕的太妹南場京子（Nanba Kyoko，配音員：高垣彩陽）來做保鏢，但任何人都不知道（一開始一愛看到時以為她是被強迫給錢的）。被一愛揭穿後，一愛身心絕望，當場在短時間之內將南場等人全部打倒，當時亞里沙也在場，撞見此狀況，驚嚇過度。
自從這天後，亞里沙就非常後悔自己做了這種事，因此斷絕了與南場的關係，但每天還是活在痛苦之中。高二現在的某一天，與一愛再次相逢，並聲淚俱下的跟一愛道歉，而一愛也原諒了她。以前是留長髮，現在把頭髮剪成短髮。
三島泰介（みしま たいすけ，Mishima Taisuke）
配音：武虎、中司優花〈幼年時期〉（日本）；袁德基（香港）；李世揚（台灣）
1992年11月11日（動畫版為1994年11月11日），在他5歲的時候，在住家附近的公園玩時跑到馬路上，差點被車撞到，幸被桐島亮輔捨身所救。
桐島在死前告訴泰介，要成為一個幫助他人的人。他也銘記在心。而後知道桐島的死訊而相當自責。桐島死前還託付泰介交付其妻一個紙袋（由於兩個人的車禍是同時發生，因此當時互相不知道對方發生車禍）。裡面放有新的手錶、與一封信。
之後在每年11月11日，都會到那座公園弔念他。在藤崎佑助15歲生日那天，於公園巧遇正被不良少年糾纏的他，並幫助他。由於父子兩個人長得很像，因此很快就認出是桐島的兒子。並將當時的事告知佑助，並把當時的紙袋交給他。
片桐憲一（かたぎり けんいち，Katagiri Kenichi）
SKET團未成立時的委託人。實際上是和義欲「肅清」的對象，因恐懼而委託佑助將其剷除。
奧山和樹（おくやま かずき，Okuyama Kazuki）
Bossun和姬子一年級時同學，生性陰沉、膽小。精通電腦，是地下網站的始作俑者，被和義威脅而執行他的「肅清」計畫。
新條正宗（しんじょう まさむね，Shinjo Masamune）
第17屆學生會長。
相樂勇作（さがら ゆうさく，Sagara Yuusaku）
第17屆學生副會長。
榊律子（さかき りつこ，Sakaki Ritsuko）
第17屆學生會會計。

## 其他登場人物
美咲（みさき，Misaki）
配音：高森奈津美（日本）；莎拉（香港）；雷碧文（台灣）
與小鐵為青梅竹馬，小時候體弱多病，經常在家休養。由於父母管教嚴格，所以幾乎不讓她出門，只好小鐵去她家玩。小六時有一次小鐵偷偷帶著美咲去看櫻花，卻因為美咲不小心掉入河裡而事蹟敗露，她的父母因此再也不讓他見美咲，並罵他是「瘟神」，而幾個月後就搬家了。後來到美國去動手術，但最後成功了，小鐵也馬上搭飛機到美國去找她。
末益（すえます，Suemasu）
配音：鍋井真紀子（日本）；莎拉→王夢華（第34集）（香港）
戰神幼稚園的保母。在SKET團與學生會的「話劇對決」上，受到SKET團的表演而感動落淚。她也推薦話劇中的女主角百香去當動畫聲優。相當崇拜原本是做幼兒節目主持人的美空老師。哥哥為動畫製作人末益荒志（Suemasu Arashi，配音員：渡邊慎一）。
檜原圓太（ひのはら えんた，Hinohara Enta）
配音：古谷徹（日本）；袁德基（香港）；李世揚（台灣）
『週刊少年JUMP』的漫畫家。因為開盟學園學生會執行部解決了「蜘蛛會事件」，對此感興趣而來到開盟學園取材。名字是由作者的名字篠原健太（Shinohara Kenta）改編而來（將姓名開頭的羅馬拼音S、K去掉）。
友利努（ともり つとむ，Tomori Tsutomu）
『週刊少年JUMP』的編輯。在SKET團與學生會對決的GVB大賽中，賄賂第四場比賽的評審，致使學生會勝出，但據說後來還是被查出來。
他的名字是從『週刊少年JUMP』的精神標語「友情」「勝利」「努力」中各取一字而來。動畫版未登場。
黃老師（うぉんろうし，Uon-roshi）
山野邊老師的師父，全名黃筆龍（1909~2005）。
新田（にった，Nitta）
配音：堂坂晃三（日本）
GVB大賽、第一次人氣角色投票的實況主持人。在人氣角色投票只得到一票，頗有不滿。
田所（たどころ，Tadokoro）
配音：酒卷光宏（日本）
GVB大賽第四回合・戀愛遊戲的評審，雖一時被浪漫迷住，但因收賄而做出不公裁決。
吉彥（よしひこ，Yoshihiko）
配音：加藤英美里（日本）；雷碧文（台灣）
唐松校長之孫，小學一年級。雖說是小孩子，但是性格、平常的表情都非常不討喜，姬子還甚至想狠狠揍他一頓。在校長的委託之下，由SKET團暫時照顧他，與SKET團玩過棒球後，露出了小孩子應有的笑容。
玄柳照子（くろやなぎ てるこ，Kuroyanagi Teruko）
配音：小林優（日本）
知名節目「照子的部屋」主持人，原型為黑柳徹子。
飛島翔（とびしま しょう，Tobishima Sho）
配音：土田大（日本）
殷勤追求美空老師，實則欲滿足偷拍癖好的帥哥，被曾有過節的中先生遏阻後狼狽而逃，無意中促進他們的感情。
藪田（やぶた，Yabuta）
配音：楠大典（日本）
不良少年的首領。非禮Daisy而被椿揍了一拳，其後銷聲匿跡。
石井（いしい，Ishii）
配音：神原大地（日本）
藪田的手下。
小倉惠（おぐら めぐみ，Ogura Megumi）
配音：亞豆美保（日本）
震平的約會對象，容貌巧似振藏幻想的筆友形象，並因此被其誤認。
惠大五郎（めぐみ だいごろう，Megumi Daigoro）
配音：皆川純子（日本）
振藏的電子筆友，乍看之下是個秀麗女子，其實是個身材不成比例的彪形大漢，差點便令振藏捨棄武士的堅持與形象。
雨無美香（あまなし みか，Amanashi Mika）
有志於少女漫畫家的女孩，本質疑畫功拙劣卻獲獎的浪漫，但相互交流後成了朋友，現以「甘夏蜜柑」——浪漫取的綽號為筆名努力中。
小池澄玲（こいけ すみれ，Koike Sumire）
姬子的兒時好友，家境優渥，純良可人。一直擔憂著姬子能否適應新環境。在黃金週時邀請姬子重遊大阪，卻因西山的纏擾，成了一次永生難忘的旅行。
西山恒友（にしやま つねとも，Nishiyama Tsunetomo）
澄玲墮入黑道的前男友，利用澄玲姑息的心理，長期向她勒索，並綁架欲救澄玲而前來談判的姬子，受了Bossun憤怒一拳而昏厥，已被逮捕。
葛木惠瑠（かつらぎ めぐる，Katsuragi Meguru）
少女漫畫家，讓Bossun等人在暑假時，體驗了嚴酷的趕稿地獄。
萊恩
環遊世界做義工的背包客。救了有難的Bossun，並與他分享種種旅行見聞，令Bossun感到自身的渺小，啟發他拓展視野的決心。
一丸友貴（いちまる ゆうき，Ichimaru Yuuki）
一丸龍成的女兒，性別認同障礙患者。討厭身為女孩的一切（身體、聲音）而極力掩藏，甚至不願與人接觸和說話，並輟學而繭居在家，其後再開盟文化祭上，看到各人展現多采多姿的個性，與Bossun的鼓勵而敞開心扉。

## 註解
1. ↑  香港J2版譯作「波順」
2. ↑  讀切版透露
3. ↑  香港J2版譯作「史域治」
4. ↑  《SKET DANCE》漫畫單行本第8集、第9集。
5. ↑  謠言發起者是城崎充。
6. ↑  姓氏出現於265話，姬子為隊長應援的橫幅上。
7. ↑  事實上作品中名字只有以Switch的對話簡短帶過，因此多數讀者並不知道是她，只知道她叫「阿芳」，是後來有讀者推論，然後作者證實後才知道的。
8. ↑  之所以會是男性，只是同學間口耳相傳而已。
9. ↑  事實上當時高島早希子也是要送情書，但她不知道那封信是安田所寫的，而且當時她也不認識安田。
10. ↑  但是高島後來告白似乎也失敗了。
11. ↑  原作者篠原健太並在第九集表示，「對單行本派的讀者表示歉意」。
12. ↑  或說真名為中谷瀅有，但未經確認。
13. ↑  .   [2012-05-23]. （原始内容存档于2016-03-04）.
14. ↑  作為與《爆漫王》合作的動畫原創角色，聲優即該作女主角，本作亦可見於該作第2季第5集。

## 外部連結
- shonenjump.com（页面存档备份，存于） - 週刊少年Jump 官方網站
- 集英社VOMIC漫畫的網頁-VOMIC-（日語） - 『SKET DANCE』 集英社VOMIC内紹介網頁
- http://sketdance.jp/ （页面存档备份，存于）
- http://www.tv-tokyo.co.jp/anime/sketdance/（页面存档备份，存于）